# Thomas Lodge
Thomas Lodge (1558—1625) var en engelsk forfatter. Faderen var Lordmayor i London.
Lodge studerede i Oxford og derefter ved Lincoln's Inn, men opgav studierne og foretog flere rejser, ligesom han også forsøgte sig som soldat. Senere studerede han medicin og tog doktorgraden i Oxford.
1580 udgav han A Defence of Plays som svar på Gossons School of Abuse. 1584 kom An Alarum against Usurers, der giver en skildring af den tids ågerkarle.
Rosalynde, Euphues golden Legacie (1590) er en af Lilly stærkt påvirket fortælling, fra hvilken Shakespeare tog stoffet til
As you like it; derefter udkom Euphues' Shadow (1592) og The Wounds of Civil War (1593), en historisk tragedie om Marius og Sulla.
Endelig kan nævnes, at han var Robert Greenes medarbejder i A Looking-Glass for London and England (1594). Hans værker er udgivet med en biografi af Edmund Gosse 1878—82.